# Конвенция о правах инвалидов
Конве́нция о права́х инвали́дов — конвенция, принятая Генеральной Ассамблеей ООН 13 декабря 2006 года и вступившая в силу 3 мая 2008 года (на тридцатый день после присоединения или ратификации двадцатью государствами). Одновременно с Конвенцией принят и вступил в силу Факультативный протокол к ней. По состоянию на февраль 2025 года 192 государств и Евросоюз участвуют в Конвенции, 107 государств — в Факультативном протоколе.
Со вступлением в силу Конвенции был учреждён Комитет по правам инвалидов — орган надзора за исполнением Конвенции, уполномоченный рассматривать доклады государств-участников Конвенции, выносить по ним предложения и общие рекомендации, а также рассматривать сообщения о нарушениях Конвенции государствами-участниками Протокола. Изначально в состав Комитета входило 12 экспертов, в связи с достижением числа в 80 стран-участниц, он был расширен до 18 человек.